# 厚岸湖
厚岸湖（あっけしこ）は、北海道厚岸郡厚岸町にある湖で厚岸道立自然公園に含まれる。アッケシトー、蠣沼ともよばれたことがある。

## 地理

### 概要

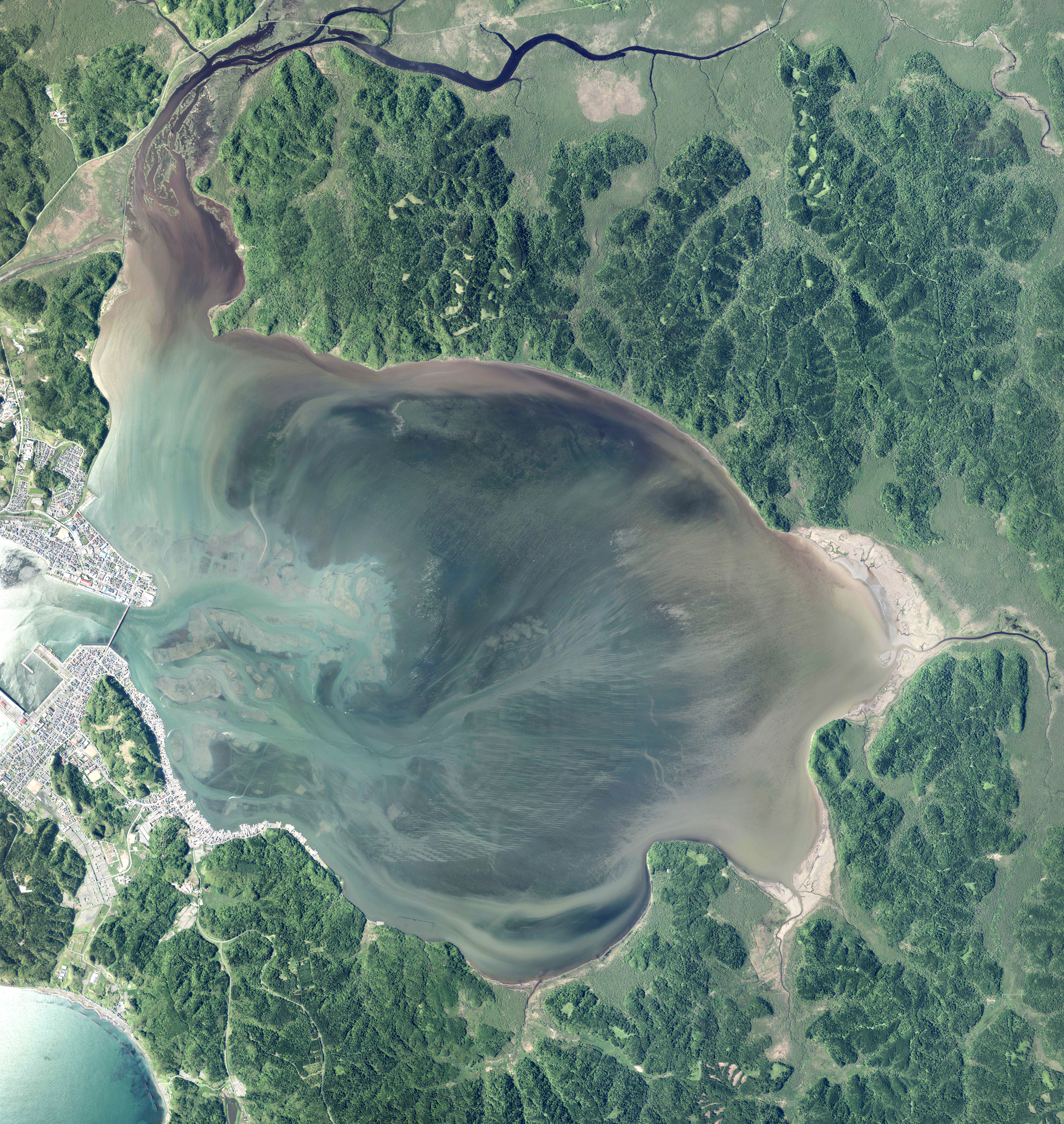
厚岸湖周辺の空中写真。
2021年6月9日撮影の27枚を合成作成。
。

北海道東部に位置する。北から伸びる砂嘴によって厚岸湾と隔てられた海跡湖で、湖と湾の境にあたる水路には厚岸大橋がかかっている。潮の干満による海水の流出入が大きく、湖水の塩分濃度は高い。実質的には海湾であるといってもよく、漁業法上でも海面として扱われている。

### 主な河川
- 流入河川 : 別寒辺牛川、尾幌川、トキタイ川、東梅川、イクラウシ川など
- 流出河川 : なし

## 生物
西部にはカキの殻が堆積してできたカキ島が点在し、かつてはアッケシソウなどの塩性植物が繁茂していた。しかしこれらの島は地盤沈下により干潮時にようやく水面上に顔を出す程度になり、植物群落も衰退している。
オオハクチョウの大規模な越冬地で、10月から4月にかけてその姿が見られる。ピークの12月頃には5,000羽程度が飛来し、2,000羽程度がここで越冬する。その他にもガン・カモ類の渡来地、タンチョウの生息地となっており、1993年、別寒辺牛湿原と霧多布湿原とともに、国指定厚岸・別寒辺牛・霧多布鳥獣保護区（集団飛来地）に指定された（総面積11,271ha、うち特別保護地区7,781ha）。加えて同年6月10日に、別寒辺牛湿原とともに「厚岸湖・別寒辺牛湿原」としてラムサール条約湿地（5,277 ha）に登録された。

## 利用
湖内ではカキの養殖が盛んである。古くからアイヌ民族が天然カキを食用に採集していたが、1874年（明治7年）に乾したカキを移出する産業が興った。主に清国に向けて輸出され、1879年（明治12年）には開拓使のカキ缶詰製造所が建てられた。しかし乱獲によって枯渇し、採取が制限されるようになった。
1930年頃からは宮城県から稚貝を買い入れて養殖している。
1999年に設立された町立のカキ種苗センターを中心に、幼生からカキを育てる「シングルシード方式」も行われている。
カキは夏の抱卵期には鮮度が落ちやすいため食用に適さないとされるが、ここでは水温の低さを生かし、抱卵期を遅らせることで夏場も出荷している。他にはノリの養殖も行われている。